# Wilhelm Magnus von Brünneck
 (juin 2023).

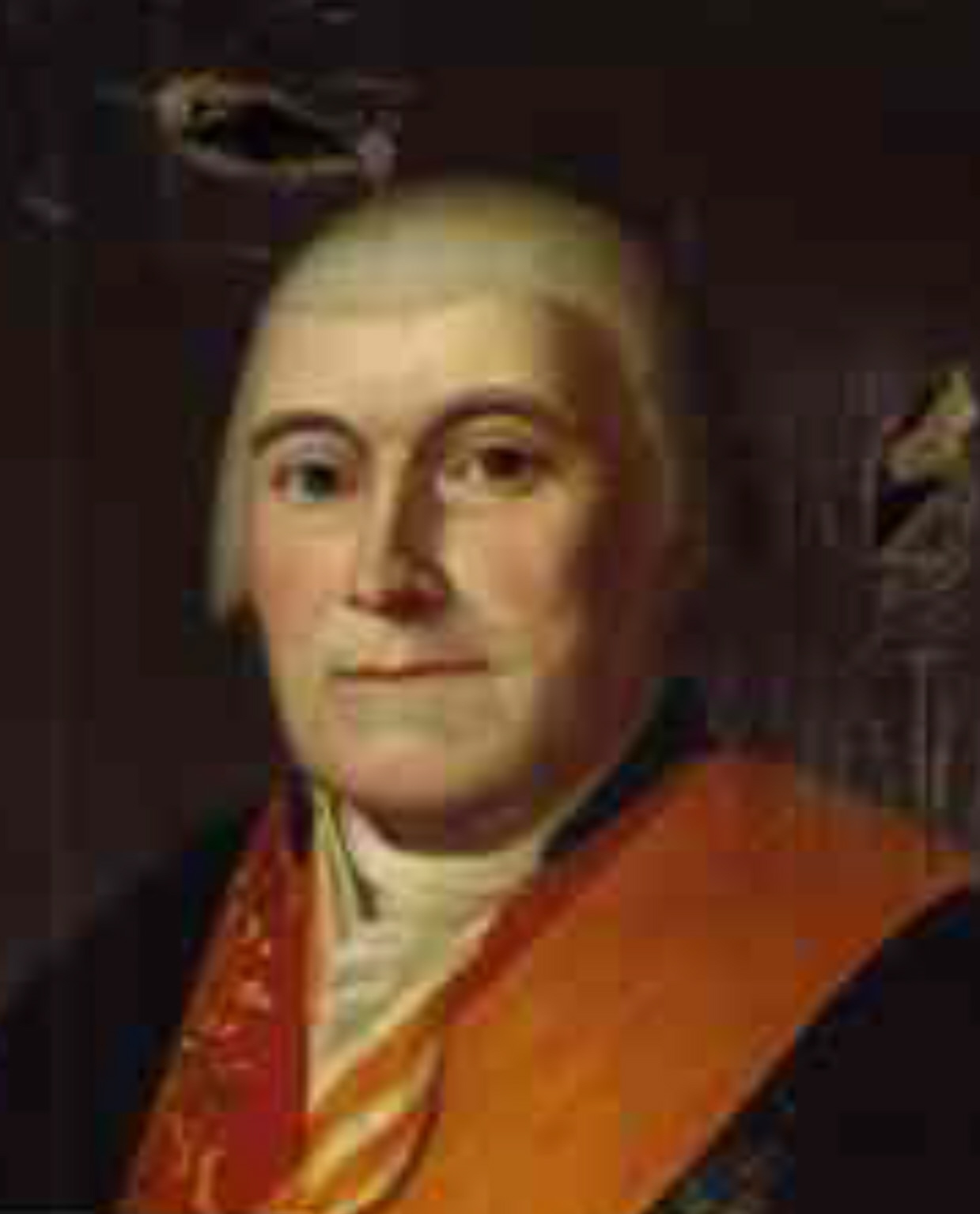
Wilhelm Magnus von Brünneck

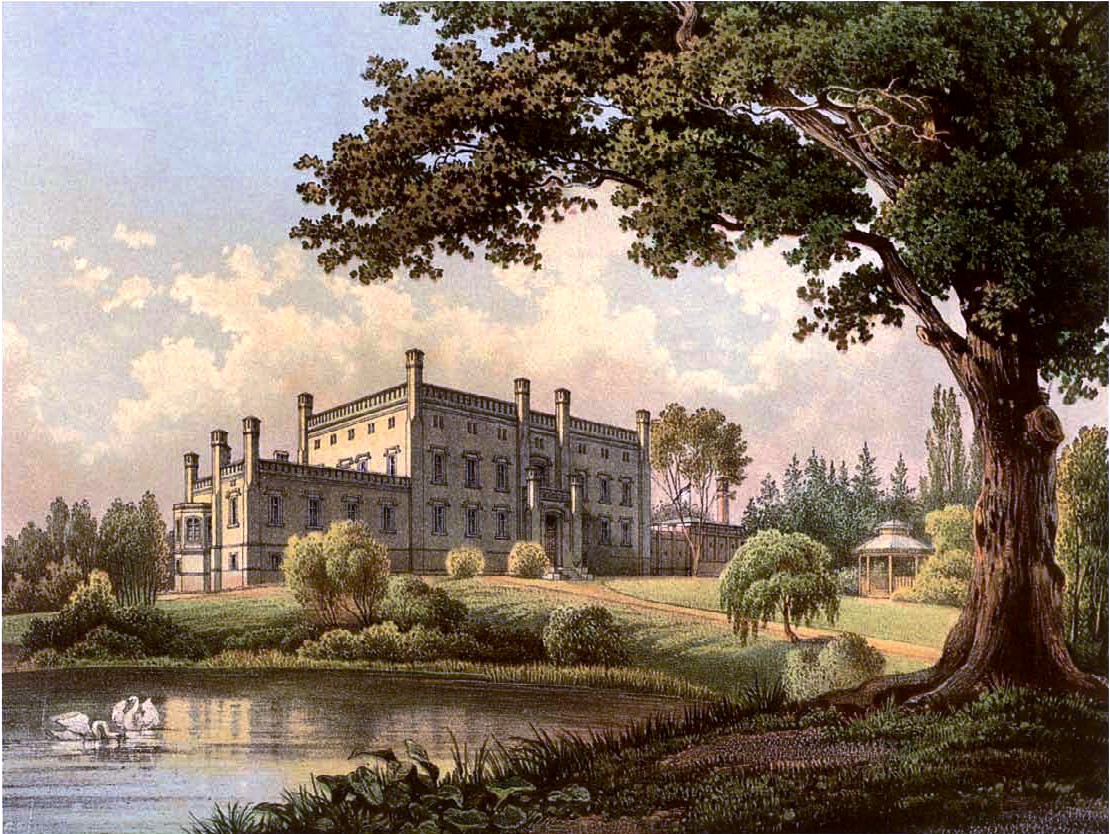
Manoir de Bellschwitz vers 1860, Collection Duncker

Wilhelm Magnus von Brünneck (né le 1er mai 1727 au manoir de Bellschwitz (en) et mort le 22 avril 1817 dans la même ville) est un officier prussien, plus récemment maréchal et propriétaire foncier.

## Biographie

### Origine
Wilhelm Magnus est le fils de Johann Friedrich von Brünneck (1679-1726), qui est au service de l'électorat de Saxe, et de son épouse Anna Christine (1686-1727), fille du général de division von Biron. Brünning est seigneur de Bellschwitz, Trebnitz, Hermersdorf et Wulkow près de Trebnitz dans l'arrondissement de Lebus (de) dans la marche de Brandebourg. En 1788, Wilhelm Magnus change son nom en Brünneck.

### Carrière militaire
Brünneck est d'abord page à la cour de la reine Sophie-Dorothée de Prusse à partir de 1739, avant de rejoindre le 15e régiment de la Garde en 1744 sur ordre du roi. Avec ce régiment, il participe aux batailles d'Hohenfriedberg et Soor dans la guerre de Succession d'Autriche. Le 5 Février 1750, il est promu sous-lieutenant et le 24 mars 1756 premier lieutenant.
Dans la guerre de Sept Ans de 1756/63, il combat à Prague, à Roßbach, est blessé au pied gauche à Leuthen et est fait prisonnier à Hochkirch. Après son échange, il participe ensuite à la bataille de Torgau et à la bataille de Reichenbach.
En tant que capitaine et commandant de compagnie, Brünneck reçoit l'ordre Pour le Mérite pour son service lors de la bataille de Torgau en 1760.
Le 22 mai 1785, il est nommé major général et le 20 août 1790, lieutenant général. Il reçoit à cet effet l'ordre de l'Aigle noir le 4 juin 1798, conformément au matricule n° 370. De 1793 à 1805, il commande un régiment à pied (plus tard n° 2). Le 9 février 1793, il devient gouverneur de Königsberg, Pillau et Memel et inspecteur de l'infanterie prussienne orientale. Le 17 août 1805, il est promu maréchal et prend sa retraite avec une pension de 4 000 thalers.
Enclin aux idées progressistes, Brünneck est une connaissance d'Emmanuel Kant. Il introduit l'élevage de moutons mérinos en Prusse-Orientale.

## Famille
Brünneck se marie le 15 octobre 1783 avec Charlotte Sophie Wilhelmine, née von Pannewitz (1756–1796), une dame d'honneur de la princesse Frédérique-Louise de Prusse. Après sa mort, il se marie le 19 avril 1810 à Berlin avec sa sœur Luise Friederike Sophie Christiane Alexandrine (1759-1804), la veuve du lieutenant-général électoral saxon et inspecteur de l'infanterie Gottlob Bernhard von Langenau (né le 7 mars 1737 et mort le 10 juin 1794). Deux fils sont nés du premier mariage.
- Friedrich Wilhelm (1785-1859), général d'infanterie prussien, marié :
  - en 1817 avec Friederike Henriette Luise Charlotte von Haxthausen (née en 1797 et morte le 24 septembre 1821)
  - en 1825 avec Adelheid Luise Sophie von Haugwitz (née le 18 juillet 1801 et morte le 12 mars 1839)
- Karl Otto Magnus (de) (1786-1866), colonel et homme politique prussien, marié :
  - en 1810 avec Luise Caroline Christiane von der Goltz (1794–1837)
  - en 1838 avec Wilhelmina Sophie von der Goltz (1798–1839)